# Judeu errante

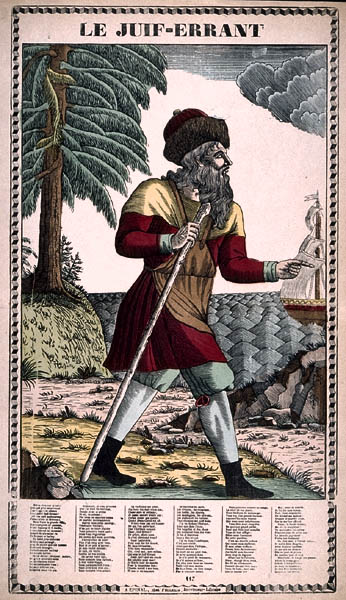
O judeu errante em imagem de Épinal, 1896.

O judeu errante, também chamado Ashaverus, Aasvero, Asvero, Ahasverus, Ahsuerus ou Ashver, é um personagem  mítico, que faz parte das tradição oral cristã, associada à Quinta-Feira Maior ou à Sexta-Feira da Paixão. Diz a lenda que Ahsverus foi contemporâneo de Jesus e trabalhava num curtume ou oficina de sapateiro, em Jerusalém, numa das ruas por onde passavam os condenados à morte por crucificação, carregando suas cruzes.
Na Sexta-feira da Paixão, Jesus Cristo, aquando da passagem de Jesus Cristo com a cruz às costas, este sapateiro tê-lo-à interrompido do seu tormento, para o empurrar e para lhe gritar que se despachasse, ao que Jesus, como resposta, lhe terá concedido a eterna penitência de esperar o seu regresso, vagueando pelo mundo sem descanso, nem nunca morrer, até ao fim dos tempos.

## Versões
As versões do incidente são variadas. Uma delas diz que Jesus Cristo teria caído, sob o peso da cruz, defronte à loja onde trabalhava Ahsverus e que este, zombando dele, lhe teria gritado para que "caminhasse", ao que Jesus lhe teria respondido que ele, o sapateiro, era quem caminharia pelo mundo até o fim dos tempos.
Uma outra variante diz que, antes que Simão Cireneu oferecesse auxílio, Jesus teria pedido a Ahsverus que o ajudasse a reerguer a cruz e este recusara.
Ainda noutra versão da lenda, conta-se que Jesus teria parado diante do curtume e pedido a Ahsverus que lhe desse uma caneca d'água. Ahsverus teria, então, replicado, dizendo-lhe: "Se és o Filho de Deus, faz com que jorra uma fonte de água fresca do chão", ao que Jesus, por esse despeito, amaldiçoou o artesão.

## Origem
É possível que a lenda do judeu errante tenha tido início no século IV quando um bispo da Armênia ou da Pérsia, em visita a Constantinopla ou participando do Primeiro Concílio de Niceia, teria dito, em resposta a um incrédulo, que no seu país ainda restava, viva, uma testemunha do martírio de Jesus Cristo.  A partir daí, a imaginação popular teria elaborado o resto da história, confundindo essa suposta testemunha com a figura de  Malco, um servo de Caifás, ou com um certo cidadão de Jerusalém, Catáfito (ou Catafílio), que era porteiro de Pilatos, ou até mesmo com Judas Iscariotes, que teria, de alguma forma, sobrevivido ao autoenforcamento. Em outras versões, o judeu errante é identificado com Samer ou Samar, que fundiu o bezerro de ouro, ou com Samuel Belibeth, o sapateiro que teria negado água a Jesus.

## Lendas
Nos primeiros tempos da expansão do islamismo houve o boato, entre os conquistadores árabes da Síria, de que o tal judeu errante havia sido de fato, encontrado em Damasco. Séculos mais tarde, o boato ressurgiu na Península Ibérica,  e dizia-se que um certo Juan Esperendios ("espera em Deus"), em Espanha, e João d'Espera-em-Deus, em Portugal, seria esse personagem. Na Itália medieval falava-se que o judeu errante dava pelo nome de Giovanni Buttadeo ("o que escorraça Deus") e na Alemanha, no século XVI, um bispo de Hamburgo afirmou ter conhecido o judeu errante pessoalmente, tendo sido inclusive publicado, anos mais tarde, o suposto diálogo entre o bispo e o Judeu.
No Brasil, algumas histórias populares afirmam que o errante teria imigrado para Pernambuco, no tempo do domínio holandês, permanecendo vivendo incógnito no Brasil. Teria sido localizado, pela última vez, no norte de Minas Gerais, quando foi visto chorando sangue diante de uma igreja num dia de Sexta-Feira da Paixão.
Enfim, a expressão popular "onde Judas perdeu as botas" poderia ser uma fusão do sapateiro de Jerusalém com Judas Iscariotes — e portanto, alusiva ao mito do judeu errante, podendo ser interpretada como: "onde o judeu perdeu as botas".

## No folclore e tradição popular portuguesa
A figura do Judeu errante conta com muitas abonações literárias nos autos, entremezes e peças portuguesas do século XVI, sob o nome de João d'Espera-em-Deus, assumindo as grafias arcaicas alternativas de Jam d'Espera-Deos e Jão Espera-em-Deus.
São dignas de menção as seguintes obras, que fazem alusão a esta personagem: «a Comédia dos Vilhalpandos», de 1560, de Sá Miranda; a «comédia da Pastora», de Simão Machado, representada em 1601; algumas obras de António Prestes, designadamente, o «Auto dos Dous Irmãos» e o «Auto do Mouro Encantado», que é uma sequela da sua famigerada obra «Auto da Ciosa»; a «Comédia Eufrósina» de Jorge Ferreira de Vasconcelos, na qual aquele faz passar João d'Espera-em-Deus por autor da própria comédia, mencionando-o ainda, no Acto V, cena 9. É também mencionado no «Processo de Vasco Abul», peça de Anrique da Mota.
Na tradição popular portuguesa, o Judeu errante é ainda achacado por ter a mão furada, um exemplo ilustrativo disso, encontra-se na «Comédia de dos Vilhalpandos»:

Antonioto: Assi os pintam com suas coroas. E João d’Espera Deos?
Fausta: Viu-o e falou-lhe, parece-me que em Grécia, e nunca mais riu.
Antonioto: É verdade do pesadelo que tem a mão furada?

E na «Comédia da Pastora Alfea» de Simão Machado:

Gil: Dar-vos-ei muita pancada/ desn’ a cabeça té os pés.
Paio: Se é este o da mão furada.

Gil: Vede-lo?
Elemento que se conexiona com o mito português do trasgo ou do fradinho da mão furada.

## Galeria

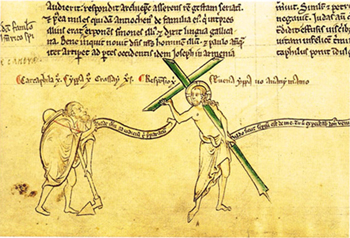
Jesus encontra o judeu errante, por  Matthew Paris (Chronica Majora, 1240-1251).
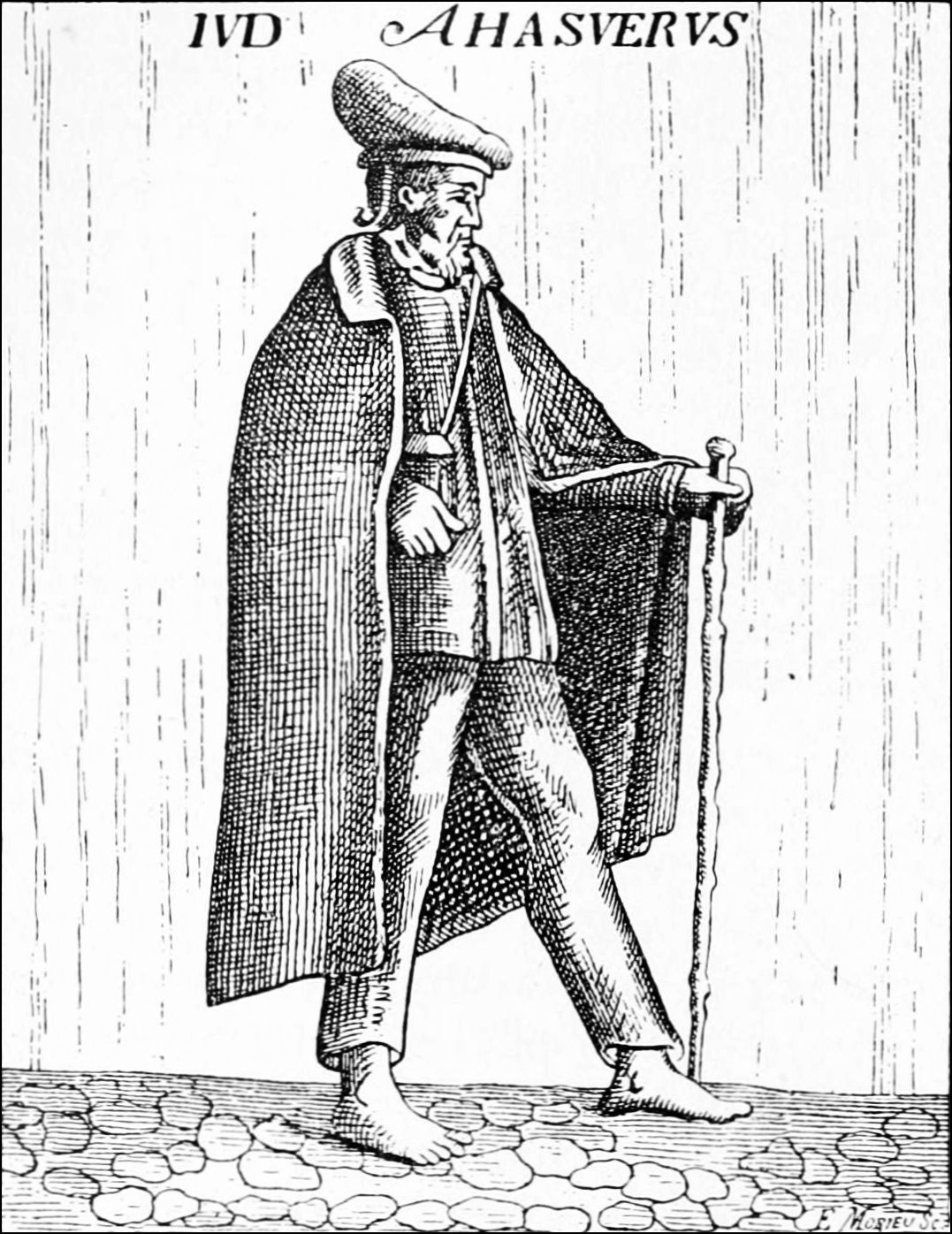
Ahasuerus, em gravura de 1648
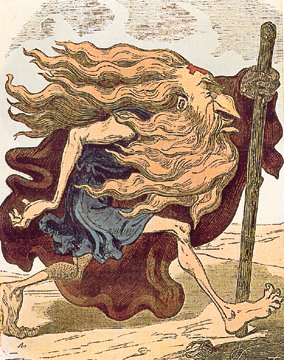
O judeu errante, em caricatura de 1852

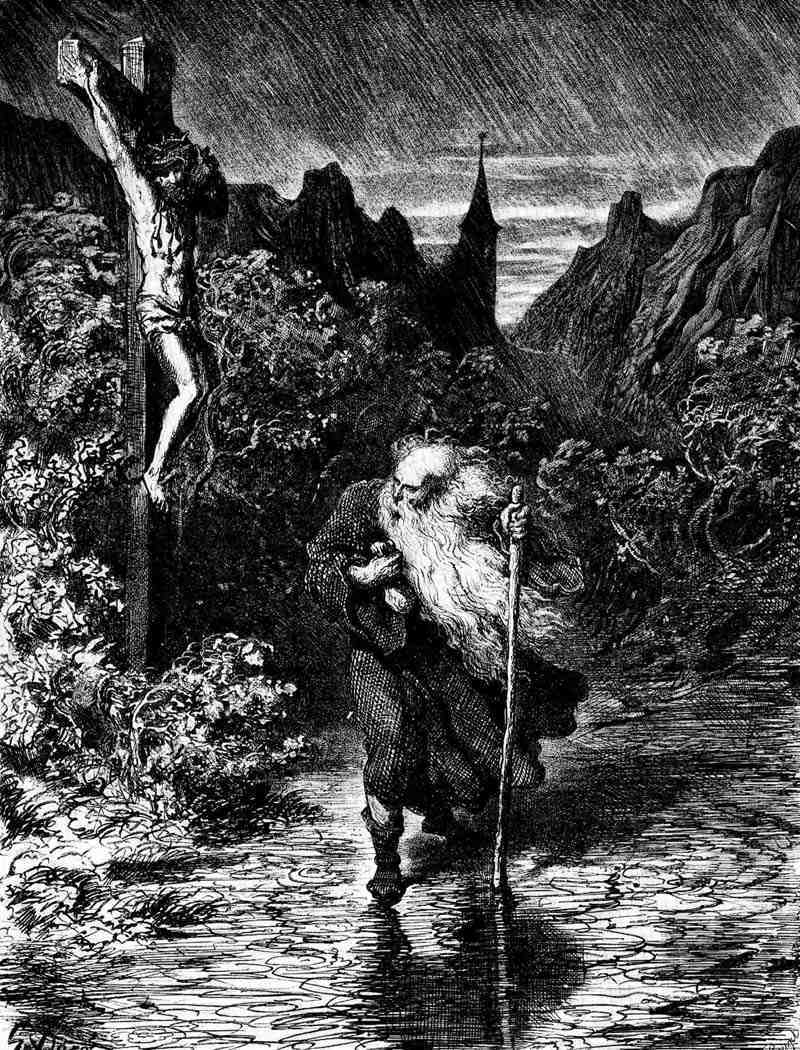
Versão de Gustave Doré (1832-1883), para o personagem
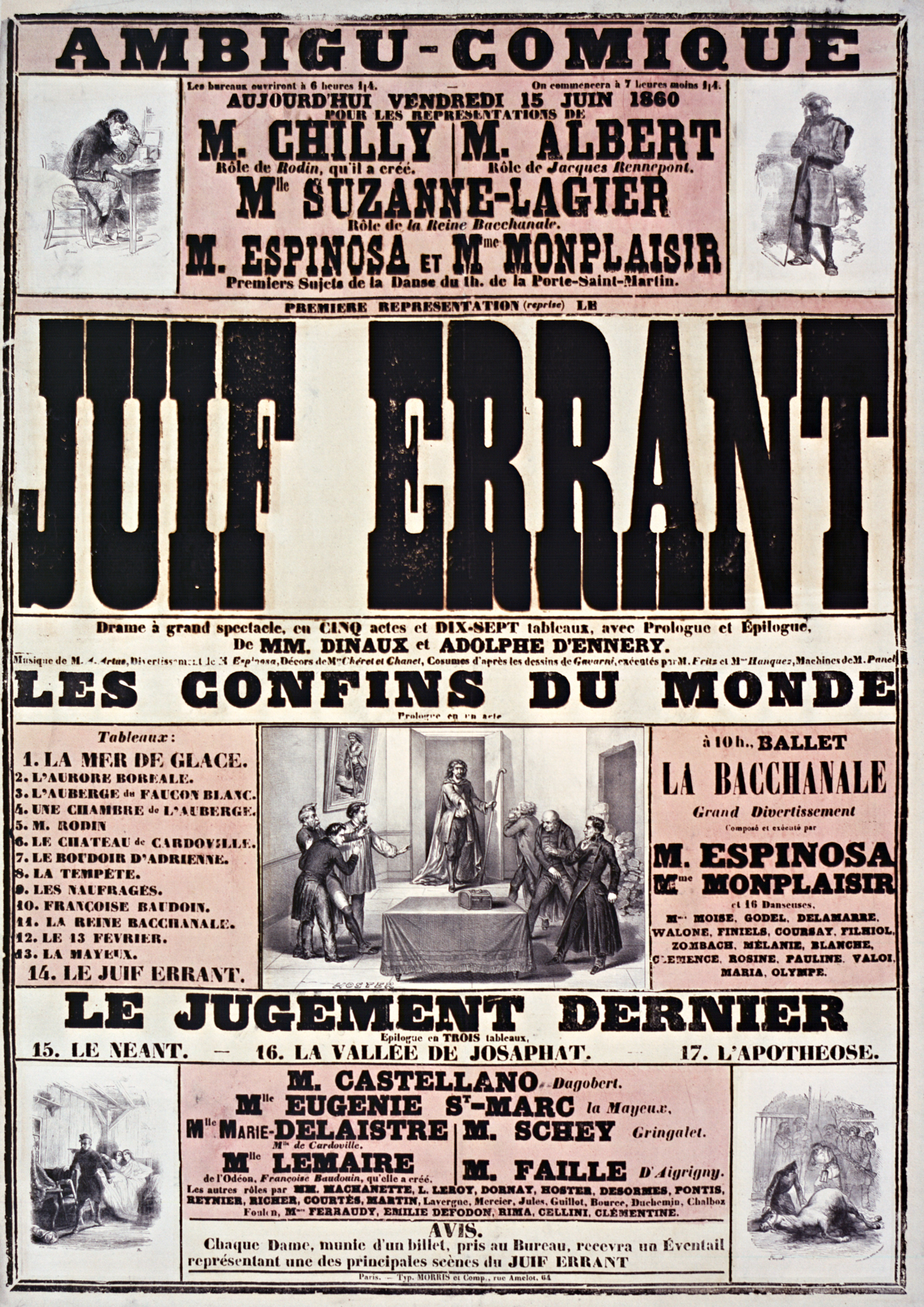
Cartaz de propaganda da peça teatral Juif errant (1860)